# Ukrainische Blätter
«Ukrainische Blätter» — часопис, присвячений справам політичних і культурних змагань українського народу.
Виходив впродовж 1916 — 1918 років у Відні (42 частини). Головний редактор — О. Грицай, видавець В. Калинович.